# Simon Russell, 3. Baron Russell of Liverpool

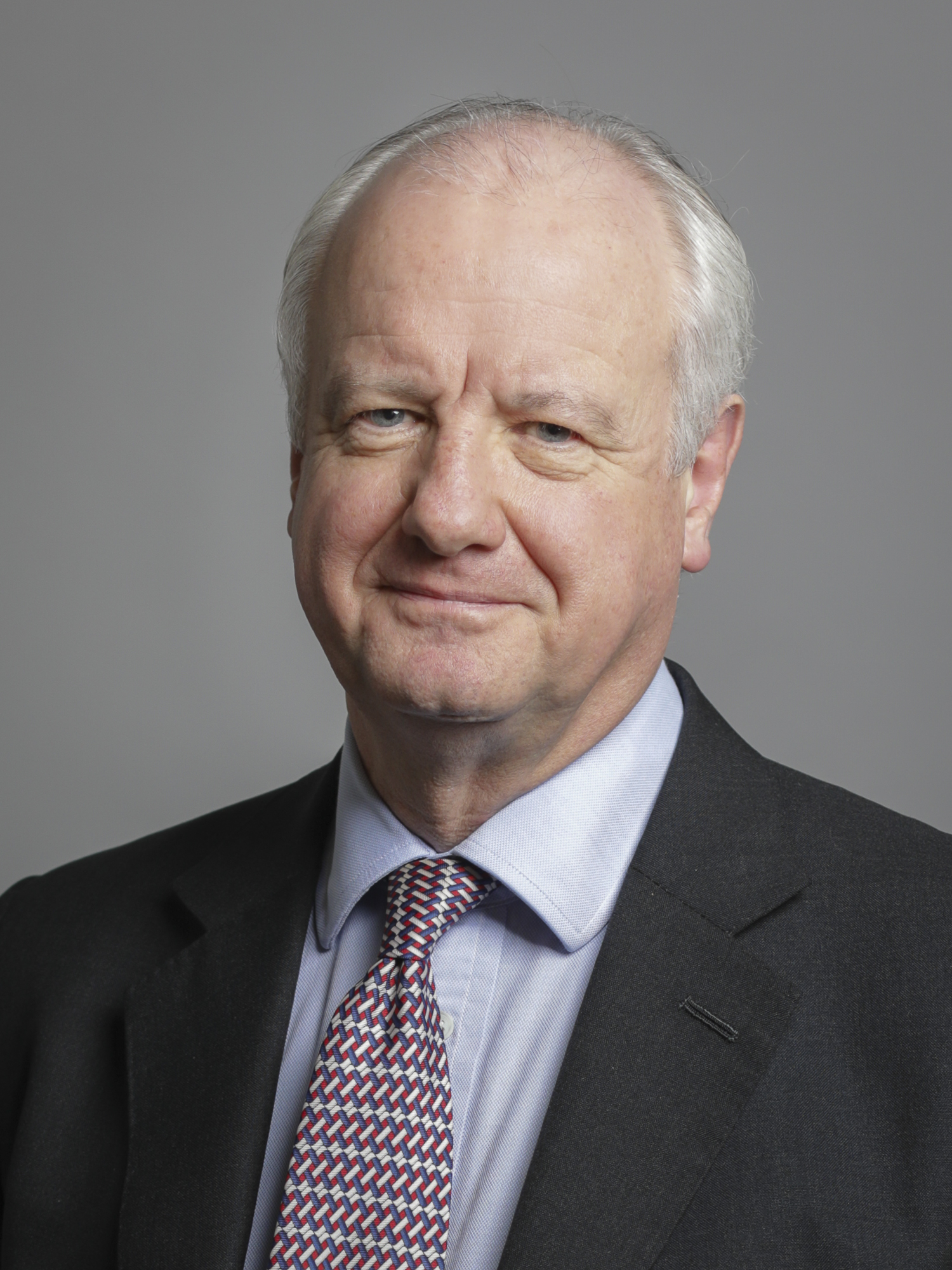
Simon Russell, 3. Baron Russell of Liverpool, 2020

Simon Gordon Jared Russell, 3. Baron Russell of Liverpool (* 30. August 1952) ist ein britischer Peer und Politiker (Crossbencher).

## Leben
Simon Gordon Jared Russell, 3. Baron Russell of Liverpool wurde als Sohn von Langley Gordon Haslingden Russell (1922–1975) und dessen Ehefrau Kiloran Margaret Howard (* 1926) geboren.
Er besuchte die Charterhouse School in Surrey. Er studierte am Trinity College der Universität Cambridge und am INSEAD in Fontainebleau, Frankreich. Er ist als Unternehmensberater (Management consultant) tätig. Er ist Senior Partner (Senior Director) der Unternehmensberatungsgesellschaft Spencer Stuart Management Consultants NV. Er war ein erfolgreicher Headhunter.
Mit dem Tode seines Großvaters Edward Russell, 2. Baron Russell of Liverpool erbte er am 8. April 1981 den Titel des Baron Russell of Liverpool. Er wurde Titelerbe, da sein Vater, der einzige Sohn von Edward Russell, 2. Baron Russell of Liverpool, bereits 1975 verstorben war.

## Mitgliedschaft im House of Lords
Mit dem Erbe des Titels des Baron Russell of Liverpool wurde Russell am 8. April 1981 offizielles Mitglied des House of Lords. Im House of Lords saß er als Crossbencher. 1982 nahm er seinen Sitz im House of Lords ein. Seine politische Schwerpunktbereiche war die Gesundheitspolitik und das Schulwesen. Er war Mitglied der All-Party Drug Misuse Group. Im Hansard sind Wortmeldungen Russells aus den Jahren 1982, 1988, 1991, 1992 und 1994 dokumentiert. Seine Antrittsrede hielt er am 23. November 1982 im Rahmen einer Debatte über Ausbildungsmöglichkeiten und Arbeitsbedingungen von Jugendlichen in der Fertigungsindustrie. Zuletzt meldete er sich am 1. Dezember 1994 in einer Debatte zu den Gesundheitsrisiken des Drogenmissbrauchs zu Wort. Seine Mitgliedschaft im House of Lords endete am 11. November 1999 durch den House of Lords Act 1999. Um einen Sitz für die 92 Erbpeers, die nach der Reform im House verblieben, kandidierte er 1999 nicht.
Im Register of Hereditary Peers des House of Lords, die für eine Nachwahl zur Verfügung stehen, war er später wieder verzeichnet.
Bei der durch den Tod von Michael Allenby, 3. Viscount Allenby und durch das Ausscheiden von David Lytton-Cobbold, 2. Baron Cobbold notwendig gewordenen Nachwahl von Hereditary Peers für das House of Lords trat Russell im Dezember 2014 als Kandidat an. Russell erhielt nach der ersten Auszählung die höchste Stimmenzahl und wurde somit als Nachfolger des Viscount Allenby ins House of Lords gewählt. Neben Russell wurde in derselben Nachwahl John Seymour, 19. Duke of Somerset als weiterer Nachrücker gewählt. Am 15. Dezember 2014 legte er seinen Amtseid ab.

## Familie und Privates
Russell heiratete 1984 Dr. Gilda F. Albano. Seine Ehefrau ist Italienerin; ihre Familie stammt aus Salerno. Aus der Ehe gingen drei Kinder hervor: Edward Charles Stanley Russell (* 1985), Leonora Maria Kiloran Russell (* 1987) und William Francis Langley Russell (* 1988). Er wohnte in Liverpool und in Cheshire. Aktuell (Stand: Dezember 2014) lebt er in London.
Voraussichtlicher Titelerbe (heir apparent) ist sein Sohn, Hon. Edward Charles Stanley Russell (* 1985).